# 関良一
関 良一（せき りょういち、1917年〈大正6年〉12月14日 - 1978年〈昭和53年〉3月10日）は、日本近代文学研究者。

## 経歴
1917年（大正6年）、東京に生まれる。
1941年（昭和16年）、東京文理科大学文学科を卒業。日本近代文学を専攻。
二松学舎大学、専修大学教授を勤めた。樋口一葉、島崎藤村などに関して実証的な研究を行い、二葉亭四迷『浮雲』の「四辺形説」は有名である。妻に先立たれたことにより鬱病を患い、自殺した。

## 著書
- 『評釈現代文学 近代詩』西東社、1956
- 『近代文学注釈体系 近代詩』有精堂、1963
- 『日本近代詩講義』学灯社、1964
- 『島崎藤村 世界の名詩』講談社、1968
- 『近代詩の教え方』右文書院、1968
- 『樋口一葉 考証と試論』有精堂出版、1970
- 『逍遥・鴎外 考証と試論』有精堂出版、1971
- 『近代詩の形態と成立』教育出版センター、1976
- 『島崎藤村 考証と試論』教育出版センター、1984
- 『二葉亭・透谷』教育出版センター、1992
- 『現代文研究』績文堂（吉田精一と共著，昭和33年11月5日初版）